# Esko Saira
Esko Saira   (Lemi, 14 de juny de 1938) és un biatleta finlandès, ja retirat, que va competir durant la dècada de 1970.
El 1972 va prendre part en els Jocs Olímpics d'Hivern de Sapporo, on guanyà la medalla de plata en el relleu 4x7,5 quilòmetres del programa de biatló. Va formar equip amb Juhani Suutarinen, Heikki Ikola i Mauri Röppänen. En aquests mateixos Jocs fou sisè en la cursa dels 20 quilòmetres. Quatre anys més tard, als Jocs d'Innsbruck, va revalidar la medalla de plata en la cursa del relleu 4x7,5 quilòmetres del programa de biatló. En aquesta ocasió va compartir equip amb Henrik Flöjt, Suutarinen i Ikola. En la cursa dels 20 quilòmetres fou novament sisè.
En el seu palmarès també destaca una medalla de bronze al Campionat del món de biatló, sis campionats nòrdics i dos campionats finlandesos.